# Otocraniella
Otocraniella is een geslacht van Phasmatodea uit de familie Phasmatidae. De wetenschappelijke naam van dit geslacht is voor het eerst geldig gepubliceerd in 2004 door Zompro.

## Soorten
Het geslacht Otocraniella is monotypisch en omvat slechts de volgende soort:
- Otocraniella flagelloantennata Zompro, 2004